# Hairenbuch
Hairenbuch ist ein Ortsteil der Gemeinde Waltenhausen im schwäbischen Landkreis Günzburg.

## Lage
Das Kirchdorf liegt ungefähr zwei Kilometer westlich von Waltenhausen im Tal der Gutnach an der von Deisenhausen über Ebershausen und Waltenhausen nach Haupeltshofen führenden Kreisstraße GZ 13.

## Geschichte
Das Gebiet um Hairenbuch war schon sehr früh besiedelt. Zeugnisse dieser Besiedelung sind einerseits mehrere Vorgeschichtliche Grabhügel im nördlich des Ortes gelegenen Wald und andererseits eine Viereckschanze aus der Keltenzeit.

Wann der heutige Ort gegründet wurde, ist nicht genau überliefert. Relativ sicher ist jedoch, dass Hairenbuch wie die etwa 500 Meter nordwestlich des Ortes am Rande des Gutnachtals gelegene Burganlage den Herren von Hairenbuch gehörte. Im Jahr 1117 wurde diese Burg, die ganz in der Nähe der keltischen Viereckschanze gelegen haben muss, bei einem Erdbeben zerstört. Später ging das Dorf in den Besitz des Adelsgeschlechts Wernau über. Um 1540 verkauften diese das Gebiet an die Fugger von Babenhausen. Um das Jahr 1805 wurde der Ort bayerisch.
Am 1. Mai 1978 kam die bis dahin selbstständige Gemeinde Hairenbuch im Zuge der Gebietsreform zur Gemeinde Waltenhausen.

## Sehenswürdigkeiten

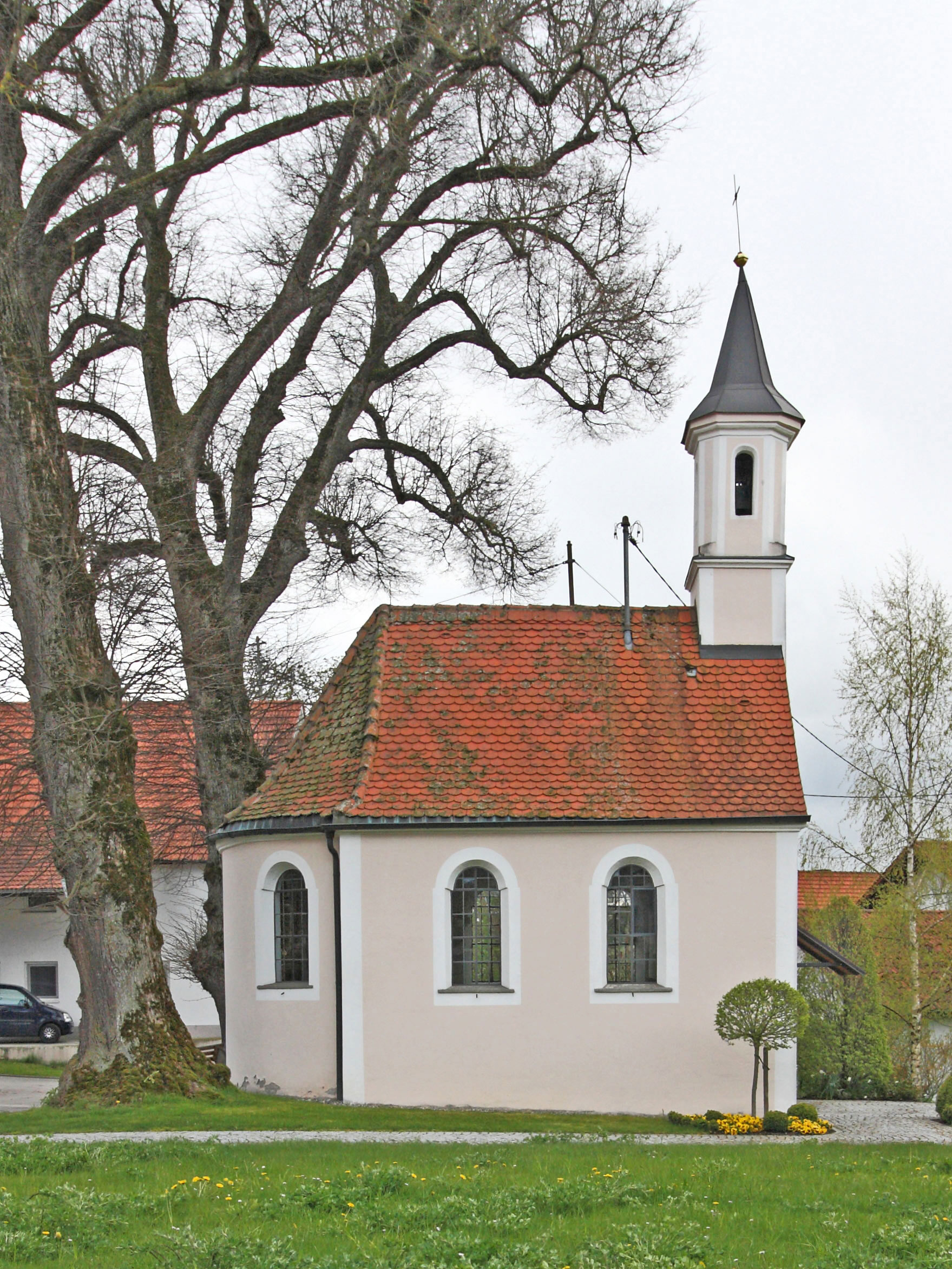
Kapelle Mariä Opferung in Hairenbuch bei Waltenhausen von Norden gesehen

- Kapelle Mariä Opferung[5]